# Hardwell
Роберт ван де Корпут (хол. Robbert van de Corput; 7. јануар 1988, Бреда) познат под псеудонимом Хардвел, холандски је ди-џеј и музички продуцент. Био је изабран за најбољег ди-џеја на свету 2013 и 2014 на топ 100 анкети ДЈ Магазина. 
Хардвел је стекао признање са својим бутлегом песме „Show Me Love vs. Be”, 2009. године. Своју издавачку кућу Revealed Recordings покреће 2010 и свој радио шоу и подкаст „Hardwell On Air“ 2011. године. Издао је шест компилација, као и документарни филм. Његов први деби албум, „United We Are“, је издао 23. јануара 2015.

## Биографија
Роберт ван де Корпут рођен је 7. јануара 1988. године у Бреди, где је и одрастао. Као мали, учио је свирати клавир. Инспирисацију за ди-џејинг добија тако што гледа документарац о ди-џејевима на МТВ-у, а убрзо затим почиње са својим наступима у клубовима у својој родној земљи. Узор и ментор му је Тијесто.

## Дискографија

### Студијски албуми
- United We Are (2015)